# エイドリアン・バード
エイドリアン・ピーター・バード（Adrian Peter Bird, 1947年7月3日 - ）は、イギリスの遺伝学者。遺伝子発現制御におけるDNAメチル化の研究で知られる。

## 経歴
スタッフォードシャー出身。サセックス大学卒業後、1970年にエディンバラ大学から生化学のPh.D.を取得。イェール大学とチューリッヒ大学で博士研究員となる。1975年からイギリス医学研究審議会の哺乳類ゲノムユニットに在籍し、1987年から1990年までウィーンの分子病理学研究所で研究を続けた。1989年に王立協会フェローに選出され、1990年エディンバラ大学教授に就任。

## 受賞歴
- 1999年 - ルイ＝ジャンテ医学賞
- 2008年 - シャルル＝レオポール・メイエ賞
- 2011年 - ガードナー国際賞
- 2013年 - BBVA Foundation Frontiers of Knowledge Award
- 2013年 - トムソン・ロイター引用栄誉賞
- 2016年 - ショウ賞

## 参照
- Adrian Bird Lab
- Adrian Bird Buchanan Chair of Genetics